# Сарайлия, Мирза
Мирза Сарайлия (словен. Mirza Sarajlija; род. 19 июля 1991, Любляна, СФРЮ) — словенский профессиональный баскетболист, играющий на позиции разыгрывающего защитника.

## Карьера
Сарайлия воспитанник баскетбольной школы «Олимпии» из Любляны. В сезоне 2007/2008 Мирза дебютировал за основную команду и стал чемпионом и обладателем Кубка Словении.
27 ноября 2008 года Сарайлия дебютировал в Евролиге в 17 лет. В игре против немецкой «Альбы» Мирза набрал 13 очков и 3 подбора. В своём первом сезоне в Евролиге Мирза набирал 6,5 очков, 1,7 подборов и 1,2 передач в среднем за игру.
В июле 2009 года Сарайлия покинул «Олимпию» и перешёл в «Крка», но по медицинским показателям Мирза покинул клуб.
В сентябре 2009 года Сарайлия подписал 3-летний контракт с «Босной».
Играл за сборные Словении (до 16 лет) на чемпионате Европы 2007 (15-е место), (до 18 лет) на чемпионате Европы 2008 (1-е место в дивизионе «В»).

## Достижения
- Чемпион Словении: 2008, 2009
- Обладатель Кубка Словении: 2008, 2009
- Чемпион Албании: 2013/2014
- Обладатель Кубка Албании: 2014
- Обладатель Суперкубка Исландии: 2021